# Chelas (metrostation)
Chelas is een metrostation gelegen aan de Rode lijn van de metro van Lissabon. Het station werd op 19 mei 1998 geopend.
Het is gelegen aan de Avenida Dr. Augusto de Castro (ter hoogte van de Rue André Vidal de Negreiros).
São Sebastião · Saldanha · Alameda · Olaias · Bela Vista · Chelas · Olivais · Cabo Ruivo · Oriente · Moscavide ·  Encarnação · Aeroporto